# Miguel Fleta
Miguel Burró Fleta (Albalate de Cinca, 1 de diciembre de 1897-La Coruña, 29 de mayo de 1938) fue un tenor lírico spinto español.

## Biografía

### Familia
Era hijo de Vicente Burró Gayán y de María Fleta Esparraguerri. Fue el pequeño de una familia de catorce hijos, de los que, cuando él nació, vivían solo siete. Su padre, Vicente Burró Gayán, fue tesorero del ayuntamiento durante la Primera República.
Es el padre de las hermanas Fleta —Elia y Paloma Fleta Mirat—, cantantes a dúo de música ligera y jazz en los años 1950-1970. Sus nietas, Elia Fleta Mallol y Elizabeth Fleta Mallol, formaron el dueto Elia y Elizabeth, pioneras del funk soul latinoamericano en la década de 1970 y conocidas por interpretar el tema Todo en la vida, parte de la banda sonora de la serie Narcos de Netflix.

### Inicios

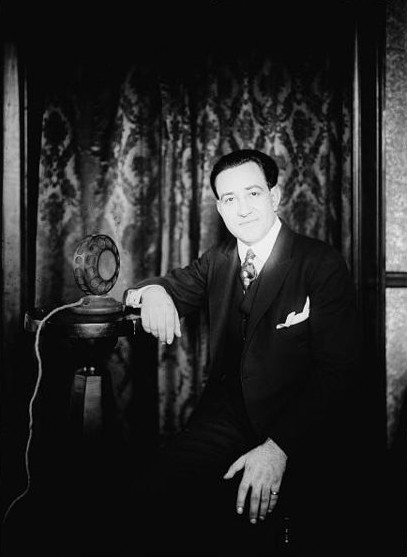
Miguel Fleta.

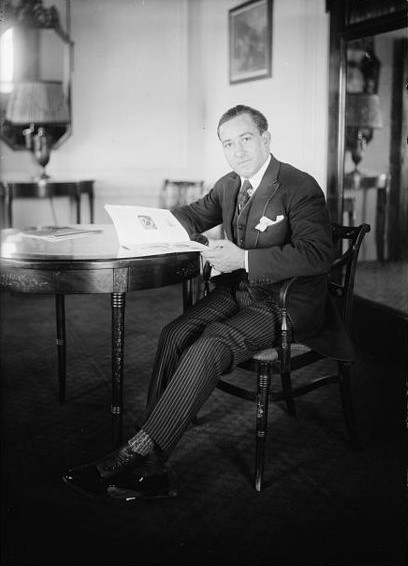
Miguel Fleta.

Sus primeros pasos musicales fueron en la rondalla de su pueblo, y su primera instrucción musical estuvo a cargo de su padre y de Lázaro Uriol. En septiembre de 1917 destacó en un concurso de jota celebrado en Villanueva de Gállego.
Estudió en el Conservatorio del Liceo de Barcelona, y más tarde estudió repertorio con la profesora belga Luisa Pierrick, que luego sería su compañera, además de su mentora y guía.
Debutó en el Teatro Comunale Giuseppe Verdi de Trieste interpretando a «Paolo el Bello» en la ópera Francesca da Rimini de Riccardo Zandonai bajo la batuta del propio compositor, el 14 de diciembre de 1919. En 1923 debutó en el Metropolitan Opera House de Nueva York. Durante la década de los años veinte realizó giras por todo el mundo, recorriendo toda Europa y gran parte de América.
En 1926 participó en el estreno, en la Scala de Milán, de la ópera Turandot, de Giacomo Puccini, la cual no había sido finalizada porque el autor había fallecido poco antes. En esa ocasión estuvo dirigido por el maestro Arturo Toscanini.

### Vida
La relación con Luisa Pierrick, con quien tuvo dos hijos —Miguel y Alfonso—, fue apagándose, hasta su separación definitiva en 1926.
Su estancia en América y la influencia de personas hicieron de Fleta una persona dispendiosa en gastos. Su declive se inició en 1927. Una faringitis aguda le obligó a rescindir sus contratos con la Ópera del Metropolitan. De regreso a España, se casó en Salamanca con Carmen Mirat Rúa, con quien tuvo otros cuatro hijos.
Cuando recuperó su voz, nunca más fue la misma. No obstante, recomenzó las giras, que le llevaron a Japón, a China y a América del Sur.
El día que se proclamó la República, se dirigió al teatro Gayarre de Pamplona, donde tenía que actuar, y el portero le dijo: "Don Miguel, ahora somos todos iguales", a lo que él respondió, "pues vaya usted a cantar que ya me quedo yo en la puerta".[cita requerida]
Se afilió a Falange Española de las JONS en julio de 1936, aunque de hecho ya se sentía falangista tras haber conocido un año antes en una cena en el madrileño Café de París a José Antonio Primo de Rivera, quien no tardó más que unos minutos en convencerle de que había de ser la voz de la Falange. Con la llegada del turbulento 1936, Fleta se encuentra desocupado teatralmente. Ello le permite entregarse en cuerpo y alma a la causa nacionalsindicalista. Pone a disposición de la Falange su automóvil, con el que recorrerá junto a varios camaradas las calles de Madrid repartiendo octavillas que pedían patria, pan y justicia para todos los españoles.
Al estallar de la Guerra Civil se encontraba veraneando en la localidad segoviana de San Rafael, donde recibe cantando a las tropas sublevadas que se dirigían desde Valladolid a tomar el Alto del León. Desde allí se trasladó a La Coruña y colaboró en campañas de propaganda, grabando una versión del Cara al sol.
Fleta es uno de los falangistas que traslada hasta el cementerio, el 31 de diciembre de 1936, el féretro del filósofo y rector de la Universidad de Salamanca Miguel de Unamuno.

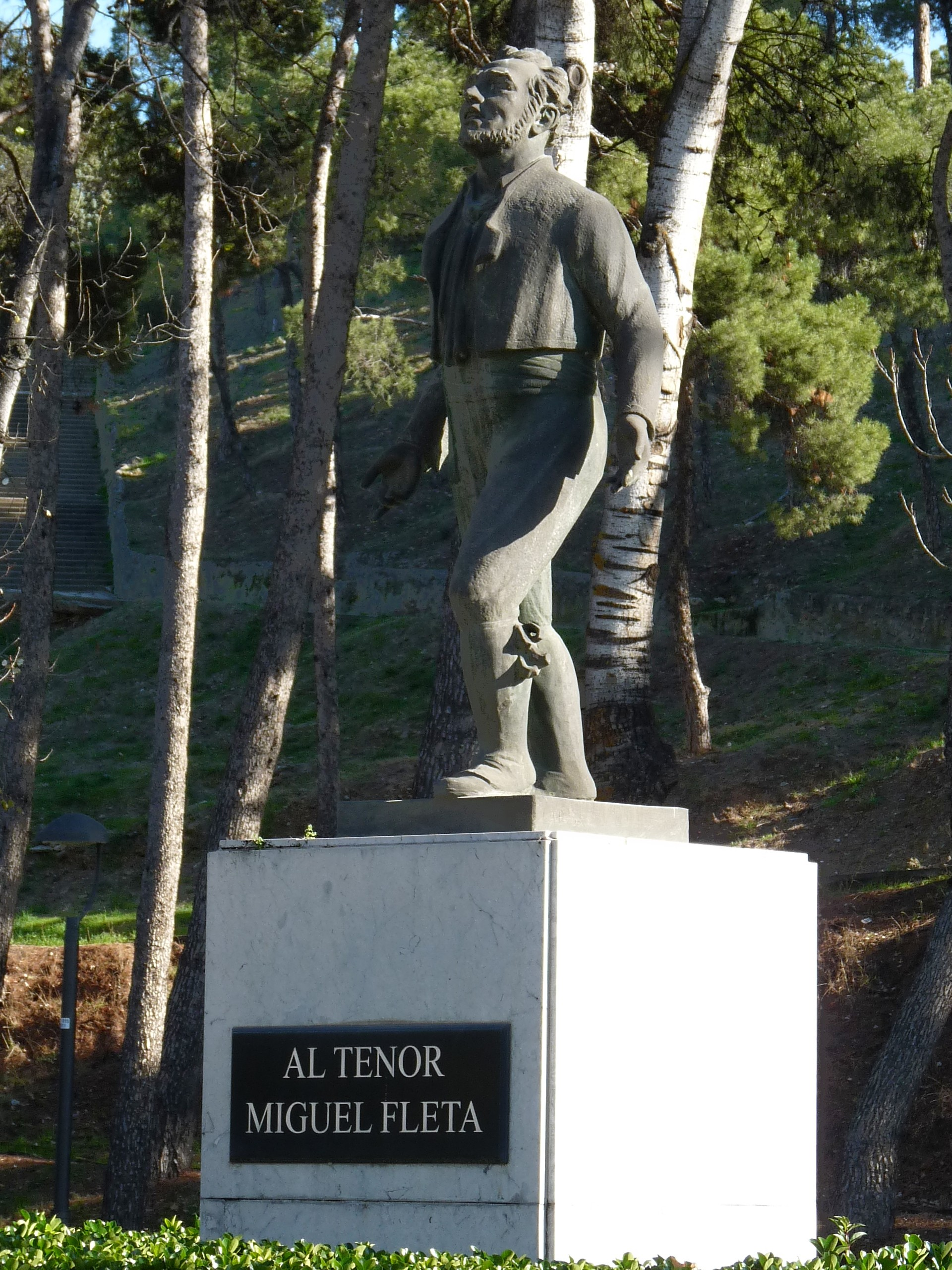
Estatua de Miguel Fleta en el Parque José Antonio Labordeta de Zaragoza.

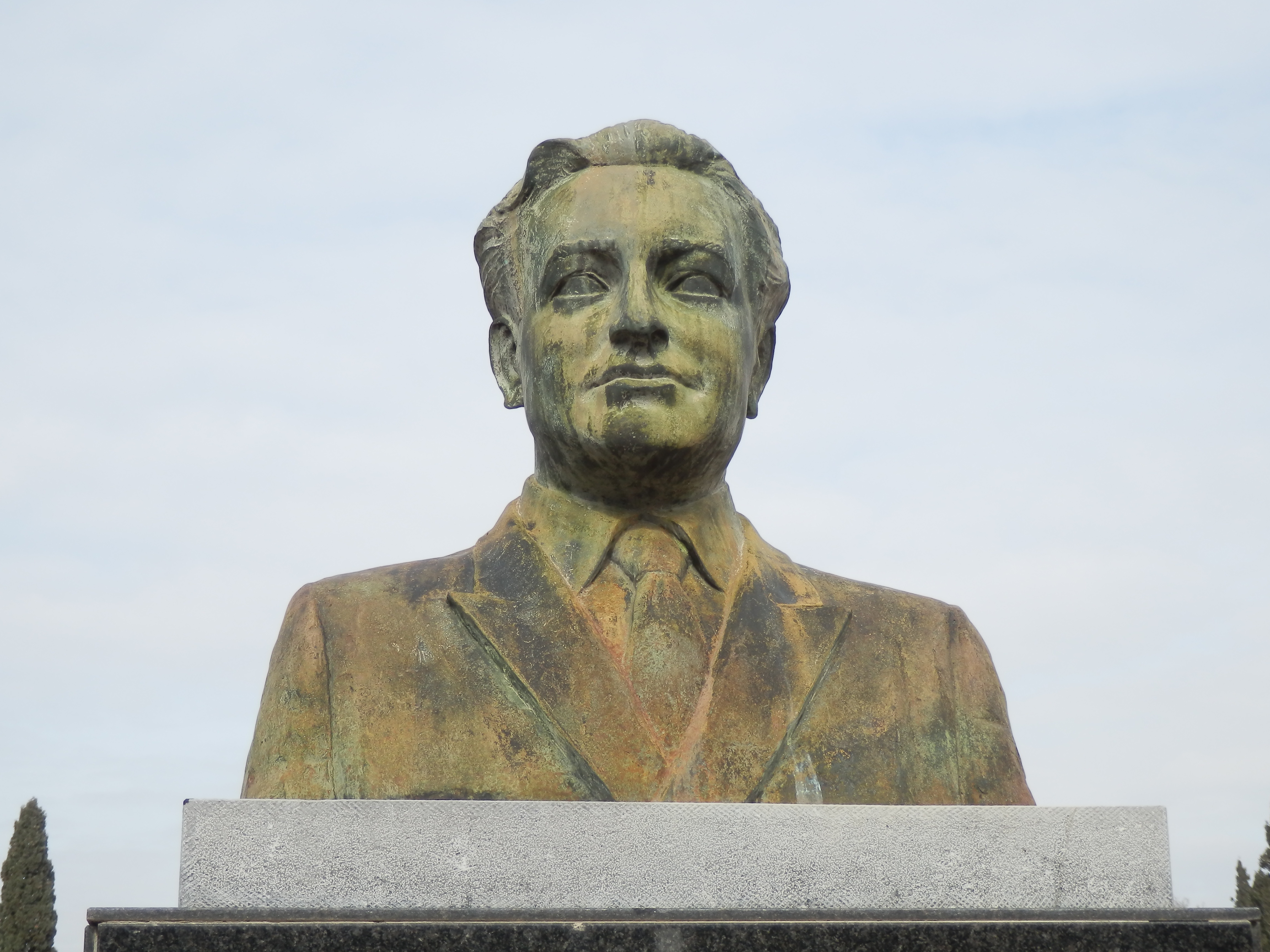
Busto de Miguel Fleta en el cementerio de Torrero de Zaragoza.

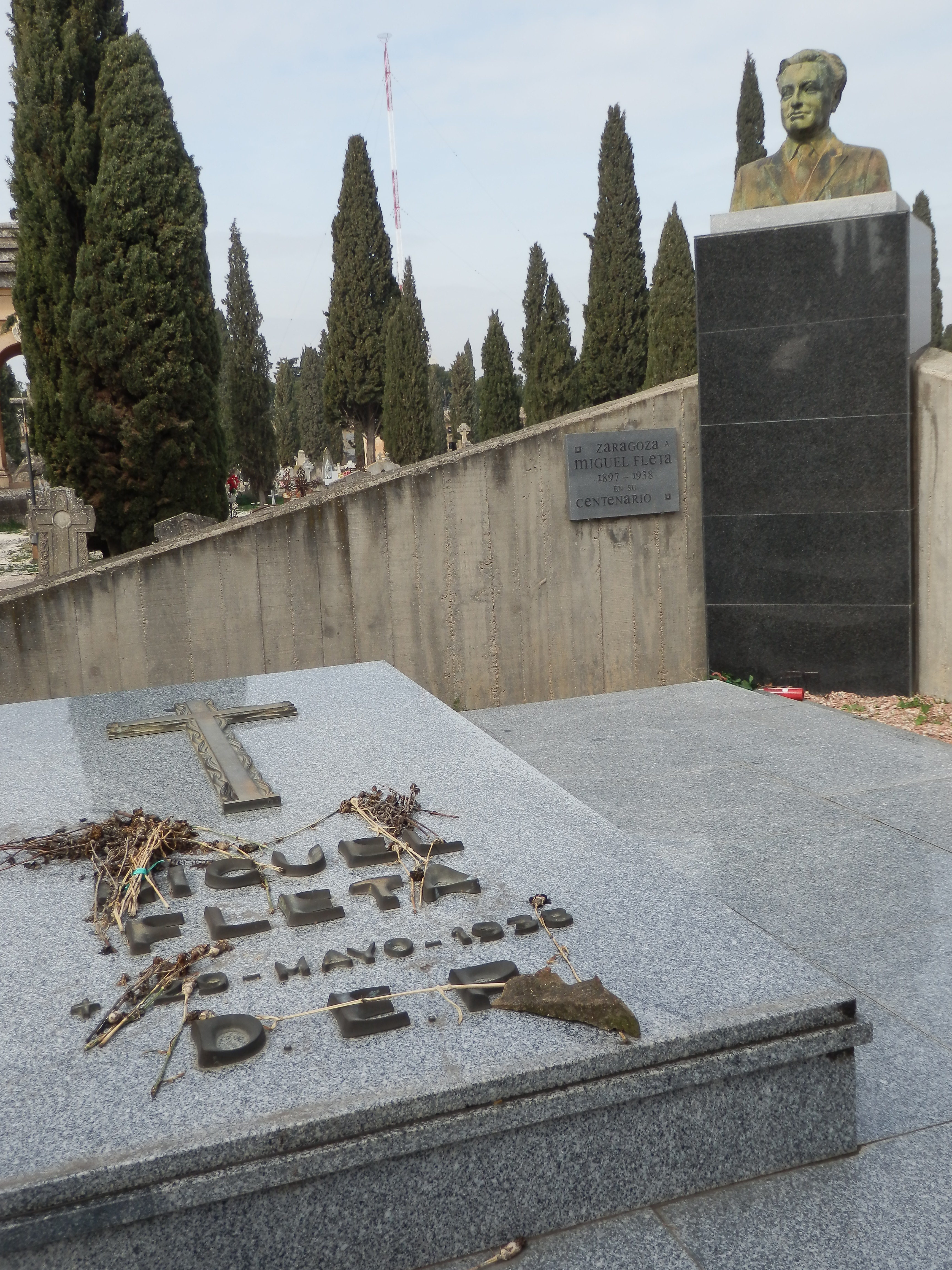
Tumba de Miguel Fleta en el cementerio de Torrero de Zaragoza.

Falleció el 29 de mayo de 1938 a consecuencia de una uremia.

## Carrera
Fleta se hizo con un importante repertorio operístico. En él destacan sus interpretaciones del papel de Radamés en Aida, de Giuseppe Verdi, y el de Don José, en Carmen, de George Bizet. Con esta última ópera debutó en el Gran Teatro del Liceo de Barcelona.
La amplia discografía de Fleta quedó recogida en discos de 78 rpm. La mayor parte de su producción se centró en el mundo de la ópera (Tosca de Giacomo Puccini, I puritani de Vincenzo Bellini, La bohème de Giacomo Puccini, Lohengrin de Richard Wagner, Carmen de Bizet, Aida de Verdi, entre otras. También en el género de la zarzuela dejó registros, entre otros, de Marina de Emilio Arrieta y Doña Francisquita de Amadeo Vives. Además, grabó canciones de Brahms y aires populares, como jotas, nanas, himnos, etc.
También incursionó en el mundo del cine a través de tres películas, dos de ellas de carácter documental: Miguel Fleta en los jardines del chalet de los señores Pie-Sopena, hecha con ocasión de la inauguración del Teatro Olimpia y rodada expresamente para este evento; y La boda de Miguel Fleta, realizada en 1927 por Hernández Girban y García Conde para la Films España Artística y Monumental.
La tercera película fue Miguelón, o el último contrabandista, realizada por el aragonés Adolfo Aznar y Hans Behrendt, y con banda sonora de Pablo Luna. Intervino también, brevemente, en la película Gigantes y cabezudos, de Florián Rey. Al buscar su ficha en IMDb, es menester no confundir con otro actor español del mismo nombre, que mantuvo una activa participación en diferentes películas hasta mediados de los años 60.
En los anales de la historia de la música operística en España y América Latina de las primeras décadas del siglo xx está registrada la rivalidad de los grupos de seguidores de Miguel Fleta y de otro tenor español muy famoso en la época, Hipólito Lázaro.